# バックダンサーズ!
『バックダンサーズ!』（Backdancers!）は、2006年9月に松竹・東急系で上映された日本映画。それまで数々のTVドラマを手がけてきた永山耕三の映画デビュー作でもある。

## ストーリー
とあるクラブで出会ったミウ、よしか、ジュリの3人は、レコード会社にスカウトされ芸能界に入ることになる。やがてともえと愛子が加わり「ジュリ with バックダンサーズ」というユニットを結成するも、メインヴォーカルを務めたジュリは突然引退を表明してしまう。残った4人の「バックダンサーズ」はマネージャーの茶野と共に再起を図るが…？

## キャスト
- 新井美羽 (ミウ) - 平山あや
- 佐伯よしか (よしか) - hiro
- 大澤巴 (ともえ) - ソニン
- 永倉愛子 (愛子) - サエコ
- 茶野明 - 田中圭
- 長部樹里 (ジュリ) - 長谷部優
- DJケン - 北村有起哉
- ロジャー - つのだ☆ひろ
- 高橋修 - 甲本雅裕
- セイジ - 鈴木一真
- 如月真由 (マユ) - 舞
- 磯部元 - 梶原善
- 小西部長 - 浅野和之
- 美浜礼子 - 木村佳乃
- テル - 真木蔵人
- 滝川 - 豊原功補
- 佐伯なおみ - 石野真子
- 鈴木丈太郎 (ジョージ) - 陣内孝則
- ミカ - 小野春菜
- ユカ - 立石沙千加
- チカ - 山田歩
- レイカ - 中山伸子

その他の出演
- KENCHI、KEIJI、TETSUYA、栗山絵美

## スタッフ
- 監督 - 永山耕三
- エグゼクティブプロデューサー - 河井信哉
- 脚本 - 永山耕三、衛藤凛
- ダンス監修 - 松澤いずみ(IZUMI)
- 振付 - IZUMI、TERUYA、特別参加：KEN(DA PUMP)
- 撮影 - 小倉和彦
- 美術 - 稲垣尚夫
- 編集 - 宮島竜治
- CGプロデューサー - 豊嶋勇作
- 音楽 - Sin
- 音楽プロデューサー - 永山耕三
- 主題歌 - hiro「いつか二人で」(作詞：Kozo Nagayama/作曲：Sin)
- 挿入歌 - hiro「I will take you」
- バックトラック - 今井了介、DJ KIRA、Sin
- スタイリスト - 勝俣淳子
- 音響効果 - 斎藤昌利
- 録音 - 横野一氏工
- 製作 - 「バックダンサーズ！」製作委員会（ギャガ、フジテレビジョン、東急レクリエーション、レントラックジャパン、東映ラボ・テック）
- 配給 - ギャガ

## サウンドトラック
2006年8月23日にrhythm zoneから発売された。
1. Upside Down／GTS feat. MELODIE SEXTON
オープニング・テーマとして使用。
2. Precious Message／LISA & 舞音
3. Ready for You／ARIA & LEO
4. Get on the floor／天上智喜 & DOGMA
5. Butterfly／倖田來未
6. Beautiful Life／ARIA
7. chronopsychology／m-flo
8. HELLO／RAM RIDER
9. 粋な一日／NEVERLAND
10. 人混みの中のダイヤモンド／陣内孝則
劇中に登場するバンド「スチールクレイジー」が演奏した楽曲。ロジャー役のつのだ☆ひろが作詞・作曲を手掛けている。
11. identity／長谷部優
長谷部扮するジュリがステージで歌った楽曲。
12. My Generation／舞
舞扮する真由の楽曲。
13. いつか二人で（Live Ver.）／hiro & 陣内孝則
スキー場のホテルでのライブ・シーンで演奏したヴァージョン。陣内がメイン、hiroがサイド・ヴォーカルを担当。